# 山東省 (清朝)
山东省（穆麟德轉寫：šandung golo），为清朝的内地十八省的一个省。

## 历史
明朝时期，由于经历小冰期（约1550年至1770年），粮食减产、饥荒连年，再加朝廷苛政，明朝农民叛亂此起彼伏。到清朝康熙年間，山东的农业逐步得到恢复，耕地達到9000餘萬畝，重新成为中国的人口大省之一。1668年（康熙七年）7月25日山东省发生郯城大地震，震中烈度高达XII度，造成约5万人死亡，占当时人口总数约千分之三。而自顺治元年（1644年）至鸦片战争（1840年）近200年间，山东发生有记载的水、旱、蝗、雹、地震等自然灾害达五十次左右。
1855年，黄河北迁，恢复从山东入海。此后，山东段的京杭大运河逐渐淤废，济宁、临清和东昌（聊城）等城市也迅速衰退下去，大批运河工人失业。
1858年，第二次鸦片战争爆发，英法联军北上欲攻占北京。1860年6月3日，法国3000人军队占领烟台山，法占烟台时期开始。1861年8月22日，烟台成为山东第一个开放口岸。当时，海运成为中国南北交通的主要方式，烟台也迅速繁荣起来。
1895年，在甲午战争中，日军攻占威海，北洋海军全军覆没。
1898年，青岛和威海分别租借给德国和英国，威海始终只是一个海军基地，青岛则在德国和日本的殖民统治下发展成北方重要的工商业城市。
德国还修筑了从青岛通往济南的胶济铁路（1905年），和津浦铁路的北段（1911年），把山东当作自己的势力范围。胶济铁路沿线的济南、潍县（潍坊）和周村都成为自开商埠，城市有很大发展。
山东也是西方传教士在华传教的重点省份。19世纪，天主教在山东省开辟了南境、北境和东境3个教区，主教座堂分别位于兖州、济南和烟台。山东南境教区由德国圣言会负责，北境和东境教区由意大利和法国方济各会负责。基督教（新教）方面，则同时有许多差会立足山东，包括来自美国的美北长老会、美南浸信会、美国公理会、美以美会，来自英国的英国浸礼会、圣道公会、圣公会、普利茅斯弟兄会、中国内地会，以及德国信义会。美北长老会在登州（蓬莱）创办了中国最早的现代高等学府——登州文会馆（济南齐鲁大学的前身）。1899年，义和团从山东兴起，攻击遍布全省的西方传教士。
清末，面对俄国和日本的威胁，东北终于向汉族移民开放，加上民国初年张作霖的鼓励措施，在100年间有为数上千万的山东农民从海陆两路闯关东谋生，成为今天东北人口中的重要组成部分。
1849年到1911年间，有57年因黄河、京杭大运河决口引起洪灾，并有多年为旱涝并发，甚至还同年发生旱灾、虫灾、涝灾。

## 督抚沿革
1644年，设山东巡抚、山东布政使司，驻济南府；登莱巡抚，驻登州府。1652年裁撤登莱巡抚。1649年—1658年，设直隶山东河南总督；1661年—1665年，设山东总督，驻济南府；1669年，裁撤直隶山东河南总督。1728年—1735年一度再设河南山东总督（河东总督），管理河南和山东。河东总督裁撤後，山东只有巡抚，没有总督。

## 行政区划
| 山东省行政区划图（1820年）                                                          |
| 济南府 东昌府 泰安府 武定府 临清州 登州府 莱州府 青州府 兖州府 沂州府 曹州府 济宁州 |

清朝下轄十府、三直隸州，共計八州、九十六縣：

### 济东泰武临道
- 济南府
  - 下辖：历城县（附郭）、章丘县、邹平县、淄川县、长山县、新城县、齐东县、济阳县、齐河县、德州、德平县（1724年之前属德州）、平原县（1724年之前属德州）、禹城县（1729年—1734年属高唐直隶州）、临邑县（1729年—1734年属高唐直隶州）、陵县（1729年—1734年属高唐直隶州）、长清县（1724年—1734年属泰安直隶州）。
- 东昌府
  - 下辖：聊城县（附郭）、堂邑县、博平县、清平县、茌平县、莘县、冠县、馆陶县（雍正前属临清州）、高唐州（1729年—1734年为高唐直隶州）、恩县（1729年前属高唐州）。
- 泰安府，1724年从济南府划出设直隶州，1735年设府
  - 下辖：泰安县（附郭，1735年设）、新泰县、莱芜县、肥城县（1734年之前属济南府）、东平州（1729年之前属兖州府，1729年—1735年为东平直隶州）、东阿县（1735年之前属东平州）、平阴县（1735年之前属东平州）。
- 武定府，1724年从济南府划出设直隶州，1734年设府
  - 下辖：惠民县（附郭，1734年设）、阳信县、海丰县、乐陵县、青城县（1734年之前属济南府）、商河县（1724年—1734年属济南府）、滨州（1724年之前属济南府，1724年—1734年为滨州直隶州）、利津县（1734年之前属滨州）、沾化县（1734年之前属滨州）、蒲台县（1734年之前属滨州）。
- 临清直隶州，1776年从东昌府划出
  - 下辖：丘县（雍正末至1776年属东昌府）、武城县（1729年之前属高唐州，1729年—1776年属东昌府）、夏津县（1729年之前属高唐州，1729年—1776年属东昌府）。

### 登莱青胶道
- 登州府
  - 下辖：蓬莱县（附郭）、黄县、福山县、栖霞县、招远县、莱阳县、宁海州、文登县（雍正前属宁海州，1735年合并威海卫、靖海卫）、海阳县（1735年改大嵩卫设）、荣成县（1735年改成山卫设）。
- 莱州府
  - 下辖：掖县（附郭）、平度州、潍县（雍正前属平度州）、昌邑县（雍正前属平度州）。
- 青州府
  - 下辖：益都县（附郭）、博山县（1734年分益都县设）、临淄县、博兴县、高苑县、乐安县、寿光县、昌乐县、临朐县、安丘县、诸城县。
- 胶州直隶州，1904年从莱州府划出
  - 下辖：高密县（雍正末至1904年属莱州府）、即墨县（雍正末至1904年属莱州府）。

### 兖沂曹济道
- 兖州府
  - 下辖：滋阳县（附郭）、曲阜县、宁阳县、邹县、泗水县、滕县、峄县、汶上县（1729年之前属东平州，1776年—1780年为济宁直隶州）、阳谷县（1735年之前属东平州）、寿张县（1735年之前属东平州）。
- 沂州府，1724年从兖州府划出设直隶州，1734年设府
  - 下辖：兰山县（附郭，1734年设）、郯城县、费县、莒州（1729年之前属青州府，1729年—1734年为莒州直隶州）、蒙阴县（1734年之前属青州府，1729年—1734年属莒州直隶州）、沂水县（1734年之前属莒州）、日照县（1734年之前属莒州）。
- 曹州府，1724年从兖州府划出设直隶州，1735年设府
  - 下辖：菏泽县（附郭，1735年设）、曹县、定陶县、单县（1735年之前属兖州府）、城武县（1735年之前属兖州府）、郓城县（1729年之前属济宁州，1729年—1735年属兖州府）、巨野县（1729年之前属济宁州）、濮州（1729年之前属东昌府，1729年—1735年为濮州直隶州）、范县（1735年之前属濮州）、观城县（1735年之前属濮州）、朝城县（1735年之前属濮州）。
- 济宁直隶州，1724年从兖州府划出设直隶州，1729年归属兖州府，1776年再为直隶州
  - 下辖：金乡县（1780年之前属兖州府）、鱼台县（1776年之前属兖州府）、嘉祥县（1729年—1735年属曹州，1735年—1776年属兖州府）。